# Городское поселение Фряново
Городско́е поселе́ние Фря́ново — упразднённое муниципальное образование (городское поселение) в Щёлковском муниципальном районе Московской области.
Административный центр и крупнейший населённый пункт — рабочий посёлок Фряново.
Глава городского поселения и председатель Совета депутатов — Васин Дмитрий Людвигович.

## Географические данные
Общая площадь — 159,31 км². Муниципальное образование находится в северо-восточной части Щёлковского района, и граничит:
- с сельским поселением Огудневское Щёлковского муниципального района Московской области (на западе и юго-западе),
- с городским округом Красноармейск Московской области (на северо-западе),
- с Александровским муниципальным районом Владимирской области (на северо-востоке),
- с Киржачским муниципальным районом Владимирской области (на востоке),
- с Ногинским муниципальным районом Московской области (на востоке),
- с городским округом Черноголовка Московской области (на юге).

## Население
| 2006    | 2007    | 2008    | 2009    | 2010    | 2011    | 2012    | 2013    |
| ------- | ------- | ------- | ------- | ------- | ------- | ------- | ------- |
| 12 755  | ↘12 296 | ↘12 265 | ↗12 365 | ↗12 652 | ↘12 580 | →12 580 | ↘12 449 |
| 2014    | 2015    | 2016    | 2017    | 2018    | 2019    |         |         |
| ↗12 534 | ↘12 533 | ↗12 597 | ↗12 618 | ↘12 539 | ↘12 401 |         |         |

## История
Образовано в ходе муниципальной реформы 28 февраля 2005 года. Включило рабочий посёлок Фряново и ещё 24 сельских населённых пункта позже упразднённых Головинского, Рязанцевского и Старопареевского сельских округов
Законом Московской области № 258/2018-ОЗ от 28 декабря 2018 года, с 9 января 2019 года все городские и сельские поселения Щёлковского муниципального района были упразднены и объединены в новое единое муниципальное образование городской округ Щёлково.

## Состав городского поселения
| №  | Населённый пункт | Тип населённого пункта                  | Население |
| -- | ---------------- | --------------------------------------- | --------- |
| 1  | Аксёново         | деревня                                 | ↗161      |
| 2  | Афанасово        | деревня                                 | ↗13       |
| 3  | Бартеньки        | деревня                                 | ↘6        |
| 4  | Бобры            | деревня                                 | ↘1        |
| 5  | Большие Петрищи  | деревня                                 | ↘31       |
| 6  | Булаково         | деревня                                 | ↘158      |
| 7  | Глазуны          | деревня                                 | ↗17       |
| 8  | Головино         | деревня                                 | ↗224      |
| 9  | Горбуны          | деревня                                 | ↗49       |
| 10 | Дуброво          | деревня                                 | ↗37       |
| 11 | Ерёмино          | деревня                                 | →164      |
| 12 | Ескино           | деревня                                 | ↘39       |
| 13 | Козино           | деревня                                 | ↗14       |
| 14 | Коняево          | деревня                                 | ↗3        |
| 15 | Костыши          | деревня                                 | ↘88       |
| 16 | Маврино          | деревня                                 | ↗15       |
| 17 | Машино           | деревня                                 | ↘4        |
| 18 | Могутово         | деревня                                 | ↘10       |
| 19 | Мосальское       | деревня                                 | ↗12       |
| 20 | Новопареево      | деревня                                 | ↗88       |
| 21 | Рязанцы          | село                                    | ↘57       |
| 22 | Старопареево     | деревня                                 | ↘127      |
| 23 | Степаньково      | деревня                                 | ↘3        |
| 24 | Фряново          | рабочий посёлок, административный центр | ↘12 437   |
| 25 | Хлепетово        | деревня                                 | ↗88       |

## Достопримечательности
- В рабочем посёлке Фряново находится уникальный комплекс — усадьба Лазаревых.
- В нескольких км от деревни Бобры находится особо охраняемая природная территория заказник «Флора».
- Могутовское городище («Могутовский археологический комплекс») — городище-убежище XI—XII веков «Шерна-городок» у деревни Могутово на реке Ширенке. Упомянуто в духовной грамоте великого князя Дмитрия Донского в 1389 году. На посаде древнерусской Шерны открыт комплекс вислых свинцовых печатей, принадлежавших новгородским князьям Мстиславу Владимировичу, Всеволоду Мстиславичу, Святославу Ольговичу и Святославу Ростиславичу[22].